# Fosfoglicerato deidrogenasi
La fosfoglicerato deidrogenasi è un enzima appartenente alla classe delle ossidoreduttasi, che catalizza la seguente reazione:
(1) 3-fosfo-D-glicerato + NAD+ ⇄ 3-fosfonoossipiruvato + NADH + H+
(2) 2-idrossiglutarato + NAD+ ⇄ 2-ossoglutarato + NADH + H+
L'enzima catalizza il primo passaggio della biosintesi della serina in Escherichia coli. La reazione (1) avviene solitamente in senso inverso ed è inibita dalla presenza di serina e glicina. L'enzima presenta la particolarità di agire anche come una D- e L-2-idrossiglutarato deidrogenasi (il miglior substrato è la conformazione D) e come una 2-ossoglutarato reduttasi. Si è ipotizzato che la concentrazione intercellulare possa regolare la biosintesi di serina direttamente modulando l'attività di questo enzima.